# Batteri nitrificanti e denitrificanti
I batteri nitrificanti (es. Nitrosomonas, Nitrobacter, Nitrosococcus) sono batteri chemiolitotrofi che prendono parte al ciclo dell'azoto nel terreno e nelle acque, ossidando composti inorganici dell'azoto come ad esempio l'ammoniaca, sostanza frutto della mineralizzazione dei rifiuti organici e dei resti di animali e vegetali, prima in nitriti e successivamente in nitrati. I nitrati sono composti formati da azoto e ossigeno che le piante possono nuovamente utilizzare.
I batteri denitrificanti (es. Pseudomonas), che vivono generalmente nel terreno acquitrinoso di stagni e paludi, infine, sono in grado di trasformare, in ambienti poveri di ossigeno, i nitrati in azoto gassoso (generalmente in Azoto molecolare o Ossido di diazoto) che ritorna in atmosfera.